# Hippaliosina rostrigera
Hippaliosina rostrigera är en mossdjursart som först beskrevs av Smitt 1873.  Hippaliosina rostrigera ingår i släktet Hippaliosina och familjen Hippaliosinidae.
Artens utbredningsområde är Mexikanska golfen. Inga underarter finns listade i Catalogue of Life.